# Prince Estabrook
Pour les articles homonymes, voir Estabrook.
Prince Estabrook, parfois orthographié Easterbrooks, né vers 1741 et mort à une date inconnue, est un esclave noir et minuteman — un membre de la milice des Treize colonies — qui a combattu et a été blessé à la bataille de Lexington, la première bataille de la guerre d'indépendance des États-Unis.

## Biographie
Né vers 1741, cet esclave appartient à la famille de Benjamin Estabrook dont provient son nom.
Sous le commandement du capitaine John Parker, il participe à la bataille de Lexington en 1775, où il est blessé.
Après son service dans l'Armée continentale, il est émancipé par son maître.
Il est enterré près d'Ashby dans le Massachusetts.

## Postérité
Une plaque commémorative érigée en 2008 devant la taverne Buckman à proximité du Lexington Battle Green rappelle sa contribution. Il est le premier combattant noir de la Révolution américaine et représente les milliers d'esclaves qui se sont battus pour leur pays, même si leur propre liberté n'a été obtenue qu'une centaine d'années plus tard. 